# 低体温男子になつかれました。
シーモアコミックス『低体温男子になつかれました。』（ていたいおんだんしになつかれました）は、三星マユハによる日本の漫画作品。『コミックシーモア』のオリジナルレーベル「恋するソワレ」（シーモアコミックス）にて2023年7月8日から連載中。
2025年にTOKYO MXでテレビドラマ化された。

## 登場人物
相馬 亮介（そうま りょうすけ）
主人公。24歳。男性。バックエンドエンジニア。寒がりで会社の同僚相手でも塩対応する低体温男子。しかし琴里のことを特別な存在と思っており、少しずつ惹かれていく。
緒方 琴里（おがた ことり）
ヒロイン。28歳。Webディレクター。どら焼き好きで少し身体がぽっちゃりしているのを気にしている。世話焼き女子で亮介のサポートをしたことで彼から好意を持たれる。

## 用語解説
idee（イデー）
亮介・琴里らが働く広告会社。

## 書誌情報
- 三星マユハ 『低体温男子になつかれました。』 ハーパーコリンズ・ジャパン〈プティルコミックス〉、既刊3巻（2025年6月24日現在）
  1. 2025年4月24日発売[3]、ISBN 978-4-596-72779-4
  2. 2025年5月23日発売[4]、ISBN 978-4-596-72971-2
  3. 2025年6月24日発売[5]、ISBN 978-4-596-96349-9

## テレビドラマ
2025年5月8日から6月26日まで、TOKYO MXで放送された。主演は曽野舜太。放送開始当日の5月8日21時25分から「放送直前スペシャル！」として特別番組が放送された。

### キャスト
相馬亮介（そうま りょうすけ）
演 - 曽野舜太（M!LK）
緒方琴里（おがた ことり）
演 - 箭内夢菜
高峰智哉（たかみね ともや）
演 - 草川直弥（ONE N' ONLY）
緒方海里（おがた かいり）
演 - 藤本洸大
上原理沙（うえはら りさ）
演 - ゆいかれん
津田圭一（つだ けいいち）
演 - ニクまろ
畑まひる（はた まひる）
演 - 窪田彩乃
大隈吾郎（おおくま ごろう）
演 - 古賀勇希
相馬綾人（そうま あやと）
演 - 佐藤瑠雅（BLD）

### スタッフ
- 原作 - 三星マユハ『低体温男子になつかれました。』（シーモアコミックス）
- 監督 - 藤澤浩和
- 脚本 - 金杉弘子
- 音楽 - 遠藤浩二
- オープニング主題歌 - 宮川愛李「仮、おとぎ話」（NiM RECORDS / B ZONE）
- エンディング主題歌 - ガラクタ「キミに似合うワタシ」
- プロデューサー - 金子広孝、三木和史
- 制作統括 - 伊達寛
- 制作プロダクション - ビデオプランニング
- 製作・著作 - TOKYO MX

### 放送日程
| 話数     | 放送日  |
| -------- | ------- |
| Episode1 | 5月08日 |
| Episode2 | 5月15日 |
| Episode3 | 5月22日 |
| Episode4 | 5月29日 |
| Episode5 | 6月05日 |
| Episode6 | 6月12日 |
| Episode7 | 6月19日 |
| Episode8 | 6月26日 |

### 放送局
| 放送期間               | 放送時間                     | 放送局         | 対象地域 | 備考   |
| ---------------------- | ---------------------------- | -------------- | -------- | ------ |
| 2025年5月8日 - 6月26日 | 木曜 22:00 - 22:30           | TOKYO MX       | 東京都   | 製作局 |
| 2025年5月9日 - 6月27日 | 金曜 0:59 - 1:29（木曜深夜） | テレビユー福島 | 福島県   |        |
| 2025年5月14日 - 7月2日 | 水曜 2:12 - 2:42（火曜深夜） | テレビ金沢     | 石川県   |        |

### ネット配信
| 配信開始月 | 配信サイト | 配信料金     | 備考       |
| ---------- | ---------- | ------------ | ---------- |
| 2025年5月  | TVer       | 広告付き無料 | 見逃し配信 |
| 2025年5月  | FOD        | 定額制有料   | 見逃し配信 |

| TOKYO MX ドラマニア!                                               | TOKYO MX ドラマニア!                                                        | TOKYO MX ドラマニア!                                                           |
| 前番組                                                             | 番組名                                                                      | 次番組                                                                         |
| ------------------------------------------------------------------ | --------------------------------------------------------------------------- | ------------------------------------------------------------------------------ |
| ふたりソロキャンプ （2025年1月9日 - 2月27日） - ※木曜21:25 - 21:54 | 低体温男子になつかれました。 （2025年5月8日 - 6月26日）                     | -                                                                              |
| TOKYO MX 木曜22:00 - 22:30枠                                       |                                                                             |                                                                                |
| 未ル わたしのみらい （2025年4月3日 - 5月1日） - ※ここまでアニメ枠  | 低体温男子になつかれました。 （2025年5月8日 - 6月26日） - ※当番組のみドラマ | Dr.STONE SCIENCE FUTURE 第2クール （2025年7月10日 - ） - ※ここから再びアニメ枠 |